# Carles Bestit i Martínez
Carles Bestit i Martínez, també conegut com a Bestit I, (Barcelona, 7 de març de 1908 - Barcelona, 12 de juliol de 1972) fou un futbolista català dels anys 1920 i 1930.

## Trajectòria
Fou germà del també futbolista Tomàs Bestit (Bestit II) i pare de Carles Bestit, qui fou cap dels serveis mèdics del FC Barcelona entre 1972 i 1993; Lluís Bestit, porter internacional de waterpolo, i Josep Bestit, nedador internacional.
Començà la seva trajectòria l'any 1926 al CE Europa, club on coincidí amb el seu germà Tomàs. El 10 de febrer de 1929 fou un dels onze jugadors que disputà el primer partit del club a primera divisió. Disputà tots els partits aquella temporada, essent el màxim golejador de l'equip amb 10 gols. La següent temporada fitxà pel FC Barcelona, club on romangué entre 1929 i 1934, disputant 45 partits de lliga i marcant 28 gols.
El 1934 va rebre la baixa del Barcelona passant a ingressar la plantilla del Girona FC, club amb el qual jugà a Segona Divisió. Romangué al club gironí fins al 1936, any en què es retirà.
Carles Bestit també jugà amb la selecció catalana de futbol.

## Palmarès
FC Barcelona
- Campionat de Catalunya: 1930, 1931, 1932
- Copa President: 1931
- Copa Macià: 1932
- Torneig d'Alger: 1932
- Copa Aniversari del Benfica: 1933